# Malaysia Airlines
Malaysia Airlines System Berhad, DBA Malaysia Airlines (förkortat MAS), är ett statligt ägt flygbolag i Malaysia. Malaysia Airlines har sin huvudsakliga hub på Kuala Lumpurs internationella flygplats och en andra hub i Kota Kinabalu. Flygbolaget har sitt huvudkontor på den malaysiska flygplatsen Sultan Abdul Aziz Shah Airport i Subang, Kuala Lumpur
Malaysia Airlines flyger till 53 destinationer fördelat över tre världsdelar, Europa, Asien samt Oceanien. De flög till Arlanda åren 2004 - 2008 som en del av deras rutt mellan Kuala lumpur och New York Flygbolaget har 8146 anställda. 

## Historia
Flygbolaget grundades 1947, och hette då Malayan Airlines. Flygbolaget bytte därefter namn till Malaysia-Singapore Airlines och slutade med all trafik. Till sist delades bolaget upp i två delar: Malaysian Airlines System och Singapore Airlines. Flygbolaget bytte namn ytterligare en gång till Malaysia Airlines och genomförde sina första flygningar under detta bolagsnamn år 1987.
2013 gick flygbolaget med i den världsomspännande flygbolagsalliansen Oneworld.
De har tidigare vunnit utmärkelser för Världens bästa Kabinpersonal, samt är ett av få flygbolag i världen som är femstjärniga.
Frequent Flyer-program.
Enrich heter Malaysia Airlines bonusprogram. Det finns fyra nivåer av medlemskapet, Enrich Blue, Enrich Silver, Enrich Gold samt den högsta nivån som heter Enrich Platinum.

## Destinationer
Malaysia Airlines Flyger till följande destinationer
Beijing, Guangzhou, Shanghai, Xiamen, Fuzhou, Haikou, Nanjing, Wuhan, Dhaka, Bandar seri begawan, Phnom Penh, Siem Reap, Hongkong, Bangalore, Chennai, Delhi, Hyderabad, Mumbai, Denpasar, Jakarta, Medan, Osaka, Tokyo, Seoul, Rangoon, Katmandu, Manila, Singapore, Colombo, Taipei, Bangkok, Phuket, Hanoi, Ho Chi Minh, Paris, London, Amsterdam, Darwin, Sydney, Melbourne, Adelaide, Perth, Auckland, Jeddah, Dubai, Kuching, Alor Setar, Bintulu, 
Johor Baharu, Kota Bharu, Kuala Terengganu, Kuantan, Labuan, Langkawi, Miri, Penang, Sandakan & Sibu

## Flygplansflotta

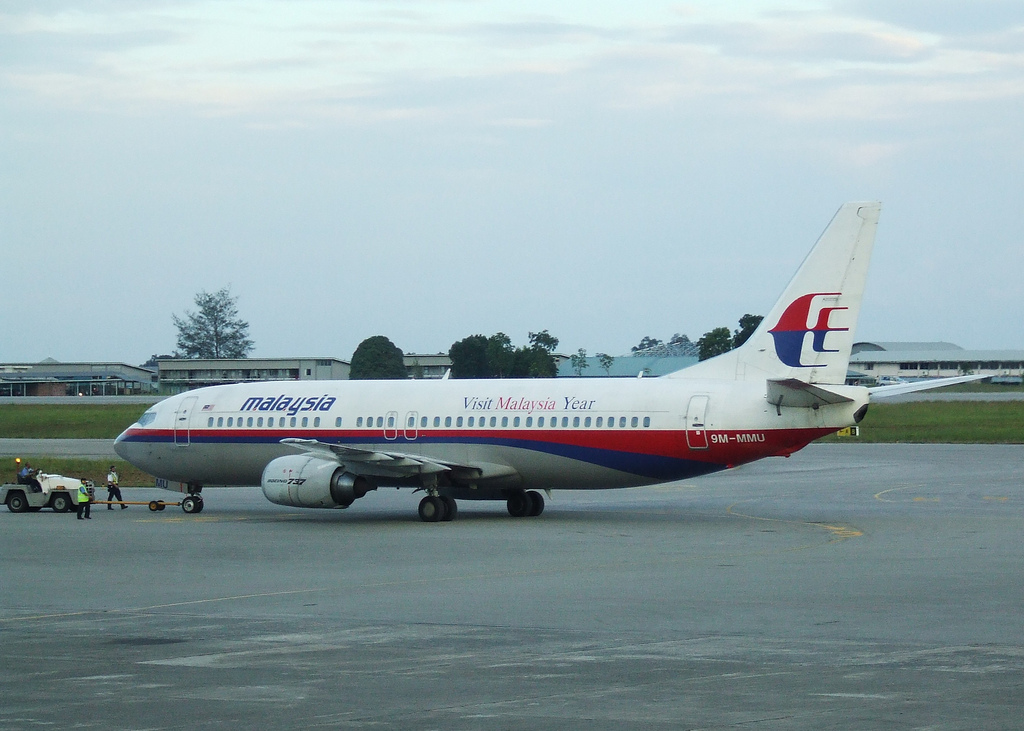
En Malaysia Airlines Boeing 737, registrerad 9M-MMU, vid pågående pushback på Kuching International Airport.

### Malaysia Airlines flygplansflotta[7]
| Flygplan        | I tjänst | Beställda/ Option | Passagerare | Passagerare | Passagerare | Passagerare | Notes |
| Flygplan        | I tjänst | Beställda/ Option | F           | C           | Y           | Total       | Notes |
| --------------- | -------- | ----------------- | ----------- | ----------- | ----------- | ----------- | --- |
| Airbus A330-300 | 16       | —                 | 0           | 36          | 247         | 283         | |
| Airbus A380-800 | 6        | —                 | 8           | 66          | 420         | 494         | |
| Boeing 737-800  | 54       |                   | 0           | 16          | 144         | 160         | Owned by MAS. MX* & MS* series. All fitted with new interior, Boeing Sky Interior and personal AVOD. MS* is non-ETOPS. |
| Boeing 737 MAX  |          | 25/25             |             |             |             |             | |
| Total           | 76       | 50                |             |             |             |             | |

## Dotterbolag
Malaysia Airlines har tre dotterbolag FireFly, MasWings, MasKargo.

## Haverier
Detta är ett urval av haverier bolaget drabbats av:
- 4 december 1977 – en Boeing 737-200 kapades och havererade i Malaysia. Alla 100 ombord omkom.
- 18 december 1983 - En Airbus 300-B4 havererade vid landning. Ingen omkom.
- 15 september 1995 – en Fokker 50 havererade vid landning i Malaysia. Av de 53 som var ombord omkom 34.
- 8 mars 2014 – Malaysia Airlines Flight 370, en Boeing 777-2H6ER, var på väg till Beijing från Malaysia när den försvann spårlöst från radarn mindre än en timme efter start. Alla 239 personer ombord befaras ha omkommit.[12]
- 17 juli 2014 – Boeing 777-200 skjuts ned över östra Ukraina. Samtliga 298 ombordvarande uppges ha omkommit.[13] Se vidare Malaysia Airlines Flight 17.